# Stig Sollander
Stig Oskar „Solla“ Sollander (* 25. Juni 1926 in Östersund, Jämtland; † 12. Dezember 2019) war ein schwedischer Skirennläufer, der vor allem in der Alpinen Kombination erfolgreich war. In dieser Disziplin gewann er bei den Weltmeisterschaften 1954 in Åre die Bronzemedaille. Bei den Olympischen Winterspielen 1956 in Cortina d’Ampezzo erhielt er Bronze in derselben Disziplin sowie Bronze im Slalom. Von 1952 bis 1958 gewann er jeweils zwei schwedische Meistertitel in der Abfahrt und im Slalom.